# Torenia javanica
Torenia javanica är en tvåhjärtbladig växtart som beskrevs av T. Yamazaki. Torenia javanica ingår i släktet Torenia och familjen Linderniaceae. Inga underarter finns listade i Catalogue of Life.